# Paralititan
A Paralititan (nevének jelentése 'ártéri óriás') a titanosaurus sauropoda dinoszauruszok egyik óriási neme, melyet Egyiptomban, a késő kréta kor cenomani és turoni korszakában keletkezett Baharijja-formáció partmenti üledékeiben fedeztek fel. Ez a fosszília volt az első négylábú, melyre 1935 után a Baharijja-formációban rátaláltak. 1,69 méter hosszú felkarcsontja hosszabb, mint bármely más kréta időszaki sauropodáé. A helyben elpusztult, dögevők zsákmányává vált állat csontváza a mangrove növényzet fosszíliáit tartalmazó ártéri síkság üledékében őrződött meg. Ez az ökoszisztéma a Tethys-óceán déli partja mentén helyezkedett el. A Paralititan az elsőként ismertté vált dinoszaurusz, amely mangrove környezetben élt.
A Paralititanról kevés ismeret áll rendelkezésre, így pontos méretét is nehéz meghatározni. Azonban a hiányos leletanyag arra utal, hogy az egyik legnehezebb dinoszaurusz volt, amit valaha felfedeztek, a tömegét 59 tonnára becsülték. Kenneth Carpenter a Saltasaurust véve mintaként, a hosszát 26 méterre becsülte. A többi titanosaurushoz hasonlóan széles törzzsel rendelkezett, védelmül pedig feltehetően bőrcsontokat viselt. Úgy tűnik, hogy a Paralititan típuspéldányából egy dögevő táplálkozott. Az is lehetséges, hogy az állatot egy nagy ragadozó dinoszaurusz, például egy Carcharodontosaurus ejtette el.

## Etimológia
A Paralititan stromeri jelentése 'Stromer ártéri titánja (az ógörög para és halos 'tengerhez közeli' szavak összetételéből) vagy 'Stromer ártéri óriása'. A nevet Joshua B. Smith, Matthew C. Lamanna, Kenneth J. Lacovara, Peter Dodson, Jennifer R. Smith, Jason C. Poole, Robert Giegengack és Yousri Attia alkotta meg 2001-ben Ernst Stromer von Reichenbach, a 20. század elején, a területen dinoszaurusz maradványokat felfedező német őslénykutató és geológus tiszteletére.

## Kulturális hatás
A Paralititan felfedezéséről a 2002-ben készült Egyiptom elveszett dínói című dokumentumfilm és az ehhez kapcsolódó The Lost Dinosaurs of Egypt: The Astonishing and Unlikely True Story of One of the Twentieth Century's Greatest Paleontological Discoveries című könyv számol be.

## Fordítás
Ez a szócikk részben vagy egészben a Paralititan című angol Wikipédia-szócikk ezen változatának fordításán alapul.  Az eredeti cikk szerkesztőit annak laptörténete sorolja fel. Ez a jelzés csupán a megfogalmazás eredetét és a szerzői jogokat jelzi, nem szolgál a cikkben szereplő információk forrásmegjelöléseként.